# Amelio Tassoni
Amelio Tassoni (Monfestino, 1914 – Palagano, 9 gennaio 1945) è stato un partigiano italiano, medaglia d'oro al valor militare alla memoria.

## Biografia
Figlio di agricoltori, studiò fino alla terza classe elementare, per poi frequentare i corsi premilitari che gli consentirono un più breve servizio di leva militare che dall’aprile 1935 svolse presso il 35º reggimento fanteria.
Allo scoppio della seconda guerra mondiale nel 1940, venne richiamato alle armi e destinato al 23º reggimento fanteria mobilitato, partecipando ad azioni di guerra con la 3ª compagnia mortai da 81 nei Balcani dall’aprile 1941 al maggio 1942. Dopo essersi ammalato, venne ricoverato nella 115ª sezione di sanità, rientrando dopo qualche giorno nel corpo, dove divenne caporale nel marzo 1943.
Dopo l'armistizio dell’8 settembre 1943 tornò a Modena dalla famiglia, ma per sottrarsi alla cattura da parte dei tedeschi raggiunse, entusiasta ed ardimentoso, le prime formazioni partigiane operanti sulle montagne del modenese e ben presto il caporale divenne comandante di un distaccamento con il grado di tenente.
Promosso a maggiore, il 1º gennaio del 1945 gli fu affidato il comando della brigata "Garibaldi" che, pochi giorni dopo la nomina, avrebbe assunto il suo nome. Infatti, Tassoni cadde eroicamente pochi giorni dopo, durante un attacco nazifascista, sacrificando se stesso per mantenere la posizione e coprendo i propri compagni per salvarli.

## Ricordo
Ad Amelio Tassoni è dedicata la piazza principale di Pompeano, frazione del comune di Serramazzoni, dove nel 1982 fu inaugurata una scultura a lui dedicata e un memoriale per i caduti di Pompeano in tutte le guerre.
Nell'estate del 2001, in occasione dell'inaugurazione dell'edificio del Centro servizi del Parco della Resistenza del Monte Santa Giulia a Monchio di Palagano, la Sala polivalente del Centro è stata intitolata ad Amelio Tassoni.